# Fagerskinn
Fagerskinn (Peniophora laurentii) är en svampart som beskrevs av S. Lundell 1946. Fagerskinn ingår i släktet Peniophora och familjen Peniophoraceae.  Arten är reproducerande i Sverige. Inga underarter finns listade i Catalogue of Life.